# Главный министр Гибралтара
Главный министр Гибралтара — глава правительства британской заморской территории Гибралтар. Главного министра назначает губернатор Гибралтара, действующий от имени британского монарха. Фактически должность главного министра получает лидер парламентского большинства.
Должность была учреждена Конституцией Гибралтара 1964 года, первым её занял Джошуа Хассан, стоявший во главе Ассоциации по защите гражданских прав. В настоящее время должность главного министра занимает лидер Гибралтарской социалистической рабочей партии Фабиан Пикардо, приступивший к исполнению обязанностей 9 декабря 2011 года.

## Список главных министров Гибралтара
| Портрет | Имя                         | Вступил в должность  | Покинул должность   | Партийная принадлежность                      |
| ------- | --------------------------- | -------------------- | ------------------- | --------------------------------------------- |
|         | Джошуа Хассан               | 11 августа 1964 года | 6 августа 1969 года | Ассоциация по защите гражданских прав         |
|         | Роберт Пелиза               | 6 августа 1969 года  | 25 июня 1972 года   | Партия интеграции с Британией                 |
|         | Джошуа Хассан (второй срок) | 25 июня 1972 года    | 8 декабря 1987 года | Ассоциация по защите гражданских прав         |
|         | Адольфо Канепа              | 8 декабря 1987 года  | 25 марта 1988 года  | Ассоциация по защите гражданских прав         |
|         | Джо Боссано                 | 25 марта 1988 года   | 17 мая 1996 года    | Гибралтарская социалистическая рабочая партия |
|         | Питер Каруана               | 17 мая 1996 года     | 9 декабря 2011 года | Гибралтарские социал-демократы                |
|         | Фабиан Пикардо              | 9 декабря 2011 года  | в должности         | Гибралтарская социалистическая рабочая партия |